# Fout maar goud
Fout maar goud is een Nederlands televisieprogramma dat uitgezonden wordt door RTL 4 en online te bekijken is via Videoland. De presentatie van het programma is in handen van Chantal Janzen, ze wordt bijgestaan door teamleiders Gerard Joling en Marieke Elsinga.

## Format
In het programma gaan twee teams onder leiding van presentatrice Chantal Janzen de strijd met elkaar aan door middel van het spelen van diverse spelletjes waarbij alles draait om guilty pleasures. De teams worden iedere aflevering geleid door teamleiders Gerard Joling en Marieke Elsinga, iedere aflevering worden hun teams aangevuld met elk twee bekende Nederlanders waarvan in ieder team één bekende Nederlander vermomd is in een discobalkostuum.
Tijdens iedere aflevering worden er verschillende spelrondes gespeeld, het team dat een ronde wint krijgt punten en een hint over de vermomde gast van de tegenpartij. Als alle spellen zijn gespeeld, vindt aan het einde de finale plaats. Tijdens de finale is het de bedoeling om als eerste de vermomde gast van de tegenpartij te raden.

## Afleveringsoverzicht
| Nr. | Datum             | Team Gerard             | Team Gerard        | Team Marieke           | Team Marieke      | Kijkcijfers |
| Nr. | Datum             | gast                    | vermomde gast      | gast                   | vermomde gast     | Kijkcijfers |
| --- | ----------------- | ----------------------- | ------------------ | ---------------------- | ----------------- | ----------- |
| 1   | 1 september 2022  | Mattie Valk             | Sita Vermeulen     | Ruth Jacott            | Tony Wyczynski    | 815.000     |
| 2   | 8 september 2022  | Geraldine Kemper        | Desray             | Fred van Leer          | Ruud Benard       | 535.000     |
| 3   | 15 september 2022 | Rolf Sanchez            | Inge de Bruijn     | Ruben van der Meer     | Anita Doth        | 633.000     |
| 4   | 22 september 2022 | Yuki Kempees            | Sieneke            | Arno Kantelberg        | Nance Coolen      | 485.000     |
| 5   | 29 september 2022 | Patrick Martens         | Paul Elstak        | Monica Geuze           | John de Bever     | 557.000     |
| 6   | 6 oktober 2022    | Miljuschka Witzenhausen | Aukje van Ginneken | Rick Paul van Mulligen | Fabienne de Vries | 393.000     |
| 7   | 13 oktober 2022   | Nynke de Jong           | Ralf Mackenbach    | Kees Tol               | Roy Donders       | 560.000     |
| 8   | 20 oktober 2022   | Domien Verschuuren      | Cindy Pielstroom   | Vivienne van den Assem | René le Blanc     | 574.000     |

## Achtergrond

### Ontstaan
Nadat RTL 4 in het najaar van 2019 veel succes had met The Masked Singer, waarin mensen moesten raden welke bekende Nederlander in het zingende pak zit, verschenen in de jaren die volgden op die zender meerdere programma's met zo'n zelfde thema zoals de programma's I Can See Your Voice en Secret Duets. Dit thema keert ook terug in Fout maar goud waar iedere aflevering in ieder team een vermomde bekende Nederlander zit.

### Start
Het programma werd in juni 2022 door RTL aangekondigd. De eerste aflevering van het programma werd uitgezonden op donderdag 1 september 2022 en werd bekeken door 815.000 kijkers, hiermee behaalde het de vijfde plek van best bekeken programma's van die avond. Met de tweede aflevering, uitgezonden op 8 september 2022, leverde het programma ruim 34 procent van zijn kijkers in en scoorde nog maar 535.000 kijkers.